# Basen 2
Basen 2 (ang. The Pool 2) – amerykańsko-włoski horror z podgatunku slasher z 2005 roku, zrealizowany za 1 200 000 euro. Sequel Basenu (2001) Borisa von Sychowskiego, wyreżyserowany przez Davida DeCoteau i Tiziano Pellegrisa.
Światowa premiera projektu miała miejsce 5 sierpnia 2005 roku.

## Obsada
- Chad Allen jako Mark Casati
- Jeff Conaway jako agent Frank Gun
- Francesca Bielli jako Sarah Evans
- Joseph Lawrence jako Lance Cooper
- Zena Grey jako Lindsey
- Debbie Entin jako Kelly
- Savo Pejic jako Ethan Speed
- Maurizio Saglietto jako Billy Storm
- John Schweisthal Jr. jako Marcus Cohen
- Melissa Renée Martin jako Christine Campbell